# Nationaal park Monti Sibillini
Nationaal Park Monti Sibillini (Italiaans: Parco Nazionale dei Monti Sibillini) is een nationaal park in Italië, gelegen in de regio's Marche en Umbria. Het park is gesticht in 1993 en heeft een oppervlakte van ruim 70.000 ha. De naam is afkomstig van de Monte Sibilla, de berg waar Sibille in een grot zou hebben gewoond.
In 2016 werd de regio getroffen door aardbevingen, waarbij diverse dorpen grote schade leden.

## Natuur en landschap
Het landschap bestaat uit bergen, bossen en (hoog)vlaktes (Pian Grande, Pian Piccolo, Pian Perduto). De hoogste top is de Monte Vettore (2476 m). In het Lago di Pilato-meer komt een endemische kreeftensoort (Chirocephalus marchesonii) voor. Op de hoogvlakte van de Piano Grande/ Pian Grande rond Castelluccio bloeien in de lente allerlei bloemen (orchideeën, lelies, narcissen en asters).
Daarnaast kent het gebied bergen met alpiene planten, watervallen en grotten. Ook edelweiss en de gentiaan komen plaatselijk voor. Bij de fauna komen onder meer de wolf, de havik en de steenarend voor.

## Cultuurhistorie
Het gebied is rijk aan cultuurhistorische elementen, zoals kastelen, forten en uitkijktorens. Ook is het gebied verbonden met talloze legenden zoals die van Sibille. Er liggen achttien plaatsen in het park, waaronder Norcia, Cessapalombo en Arquata. Het in de Piani di Castelluccio gelegen irrigatiesysteem dateert uit de tijd dat Benedictijner monniken hier woonden. Vrijwel overal in het park kunnen religieuze gebouwen worden gevonden, uiteenlopend van kerken, abdijen en kloosters tot plaatsen waar kluizenaars in afzondering konden en kunnen mediteren. Voorbeelden van religieuze gebouwen zijn de Abdij van Sant'Eutizio, in Preci en de Basiliek van San Benedetto.

## Afbeeldingen

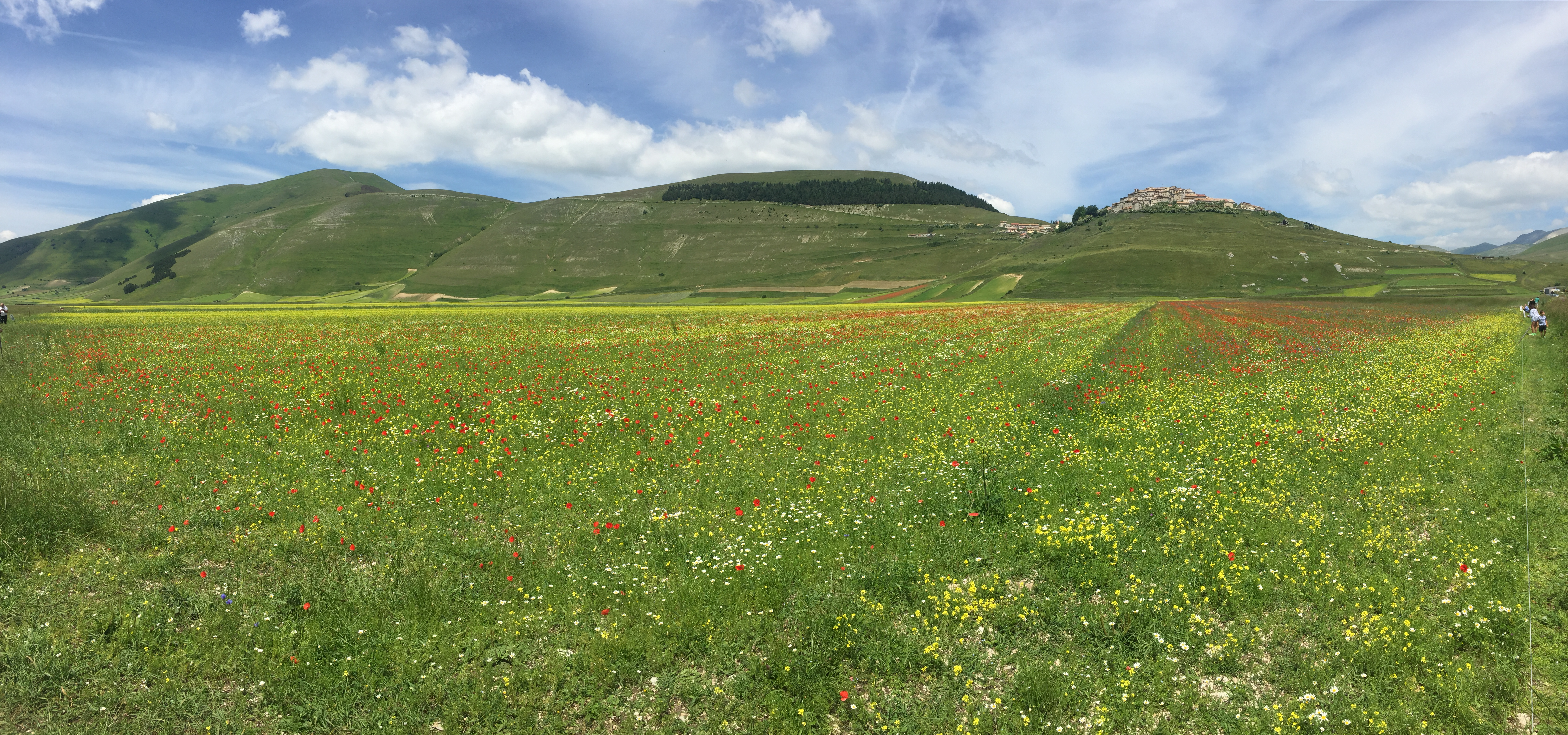
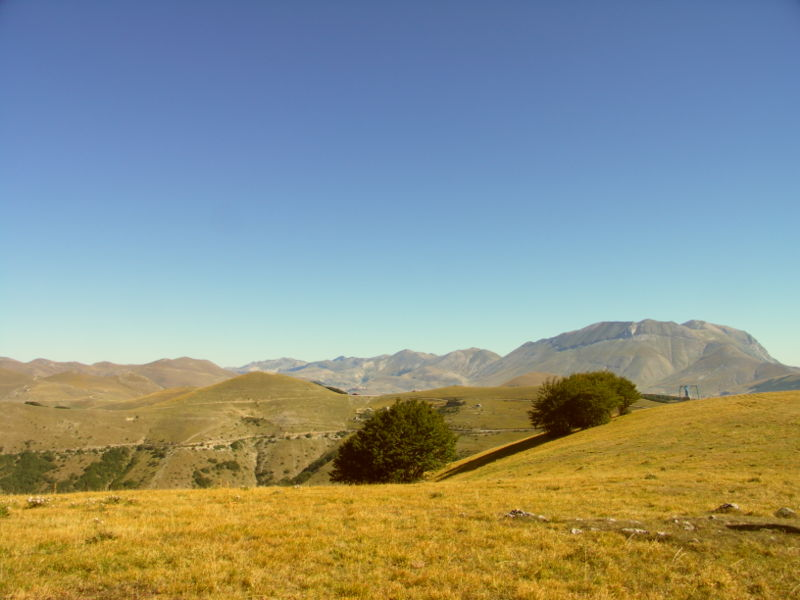
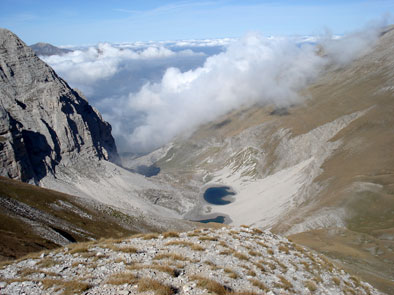
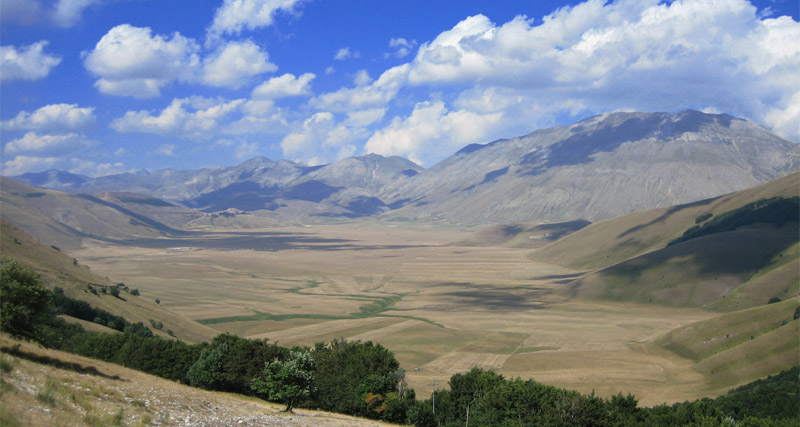
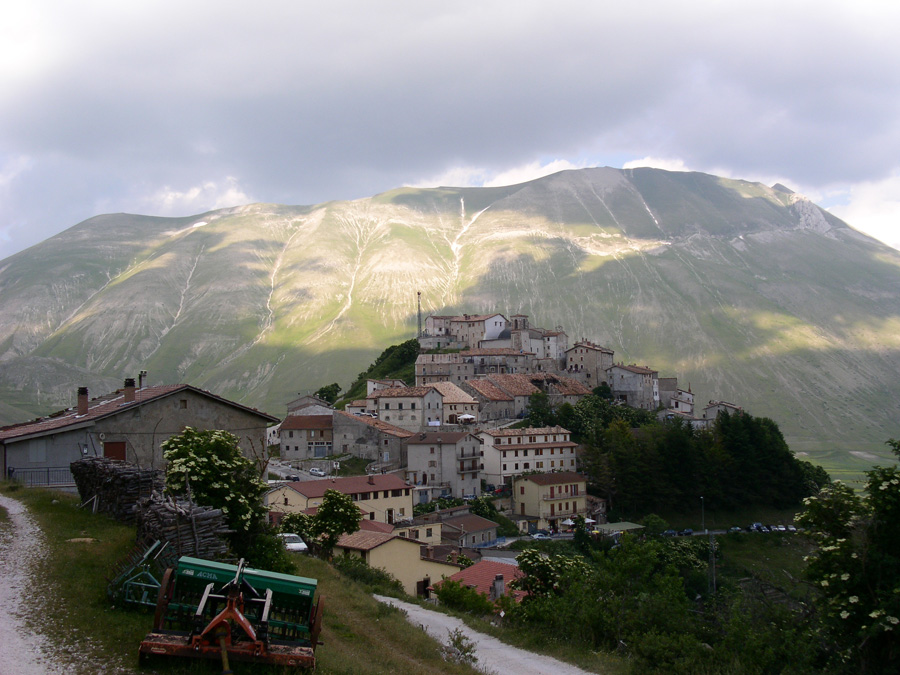
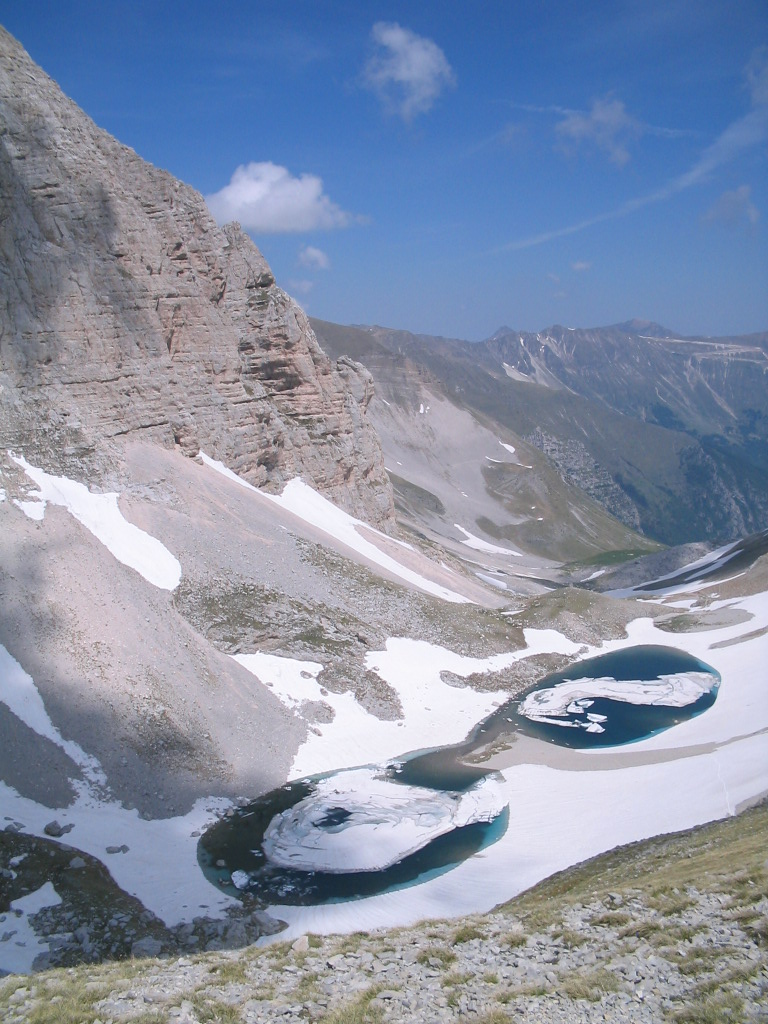
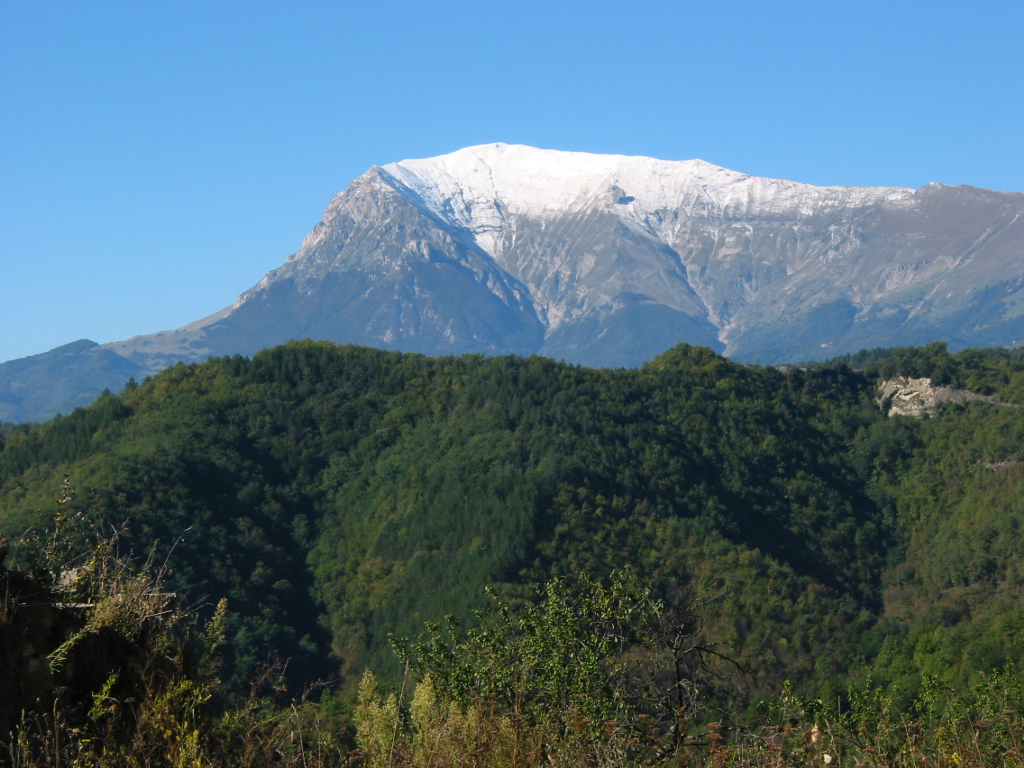
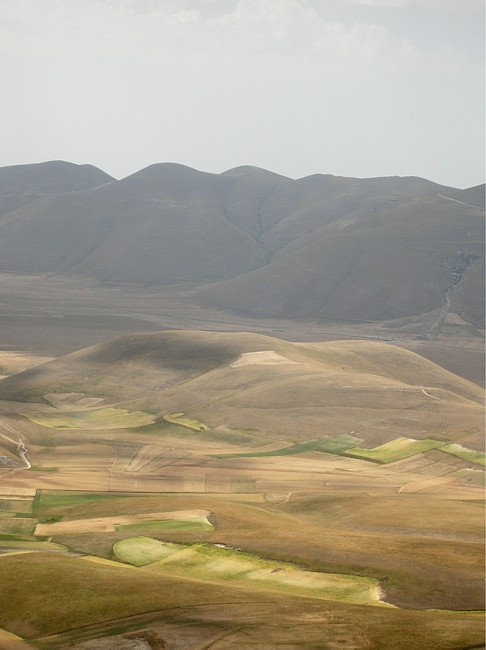
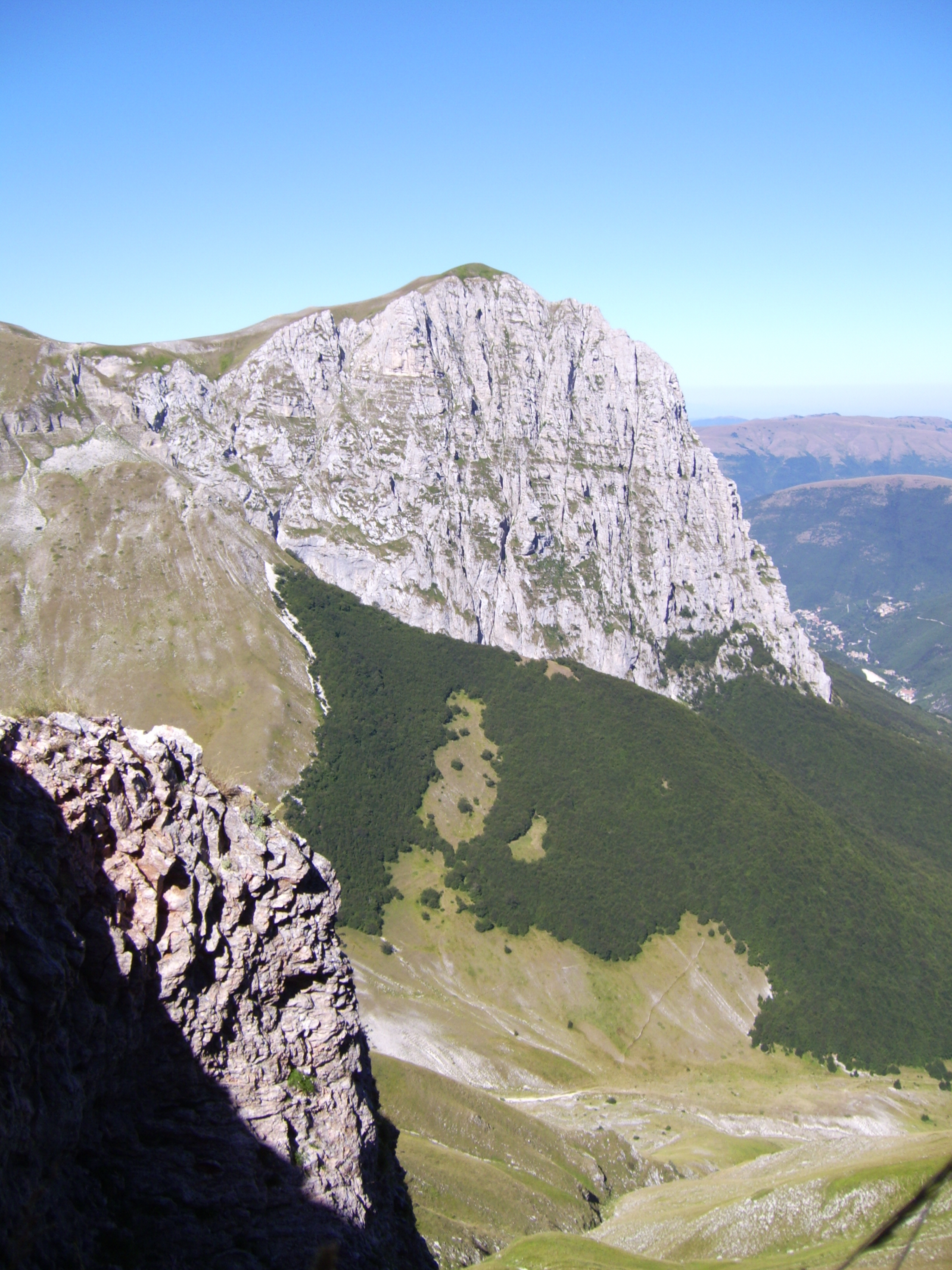
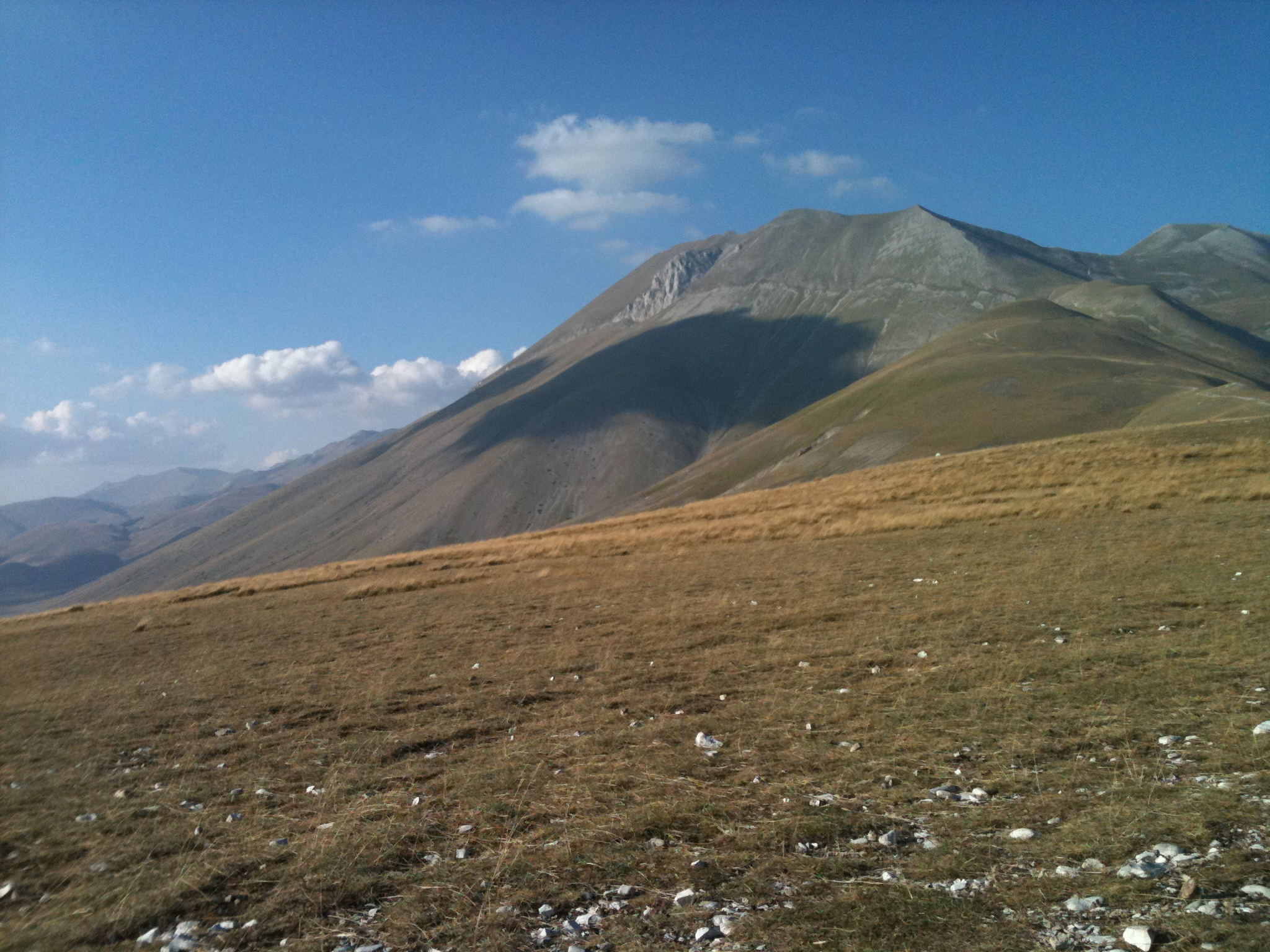
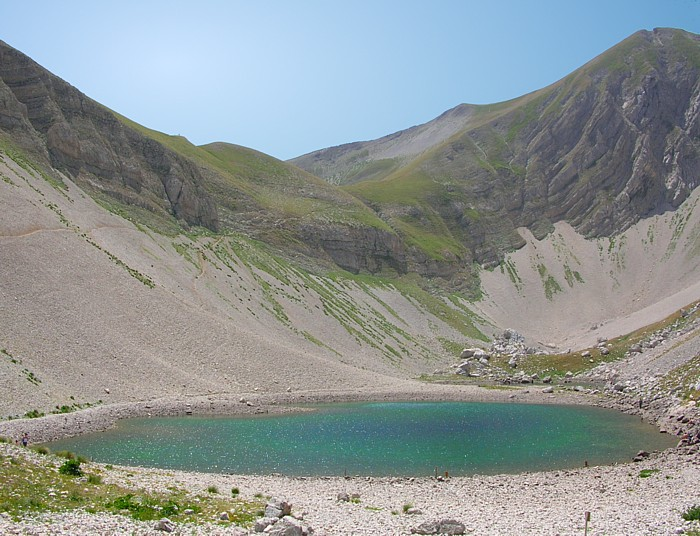